# پارک ملی اونژسکویه پوموریه
پارک ملی اونژسکویه پوموریه (انگلیسی: Onezhskoye Pomorye National Park) یک پارک ملی حفاظت‌شده در استان آرخانگلسک کشور روسیه است.